# 擊木

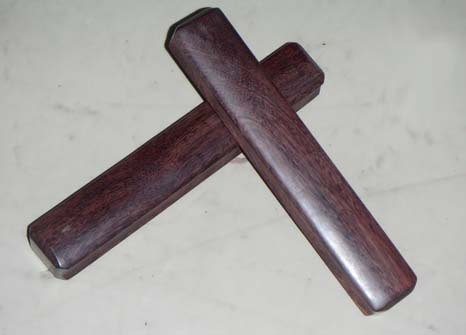
擊木

擊木（西班牙語：claves）是一種敲擊樂器，屬於體鳴樂器，源於非洲，是一種非常古老的樂器。近代則由古巴及其他南美洲國家所發展起來。現時擊木仍然是拉丁音樂和非洲音樂中其中一件相當重要的樂器，用以保持樂曲的拍子和穩定性。

## 構造
擊木需要以一對來演奏，而兩支的長度和粗幼通常都是相同。雖然在極特殊的情況下亦會容許以兩支不同長度或粗幼的棒來演奏，但效果欠佳。擊木主要都是以紅木、檀木（包括乌木、東非黑黃檀）等所製造，現今亦開始出現以玻璃纖維或塑膠所製造，一來比較環保，亦較耐用。
擊木通常都沒有特定的長度，但一般生產商所製的，都會介於20－30厘米，直徑則約2.5厘米。

## 聲音

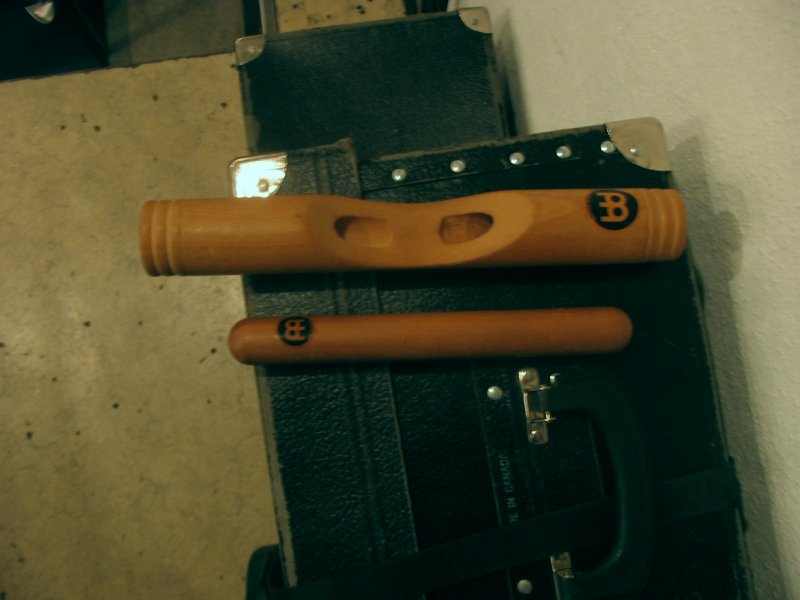
中間位置被挖空及削幼的非洲式擊木

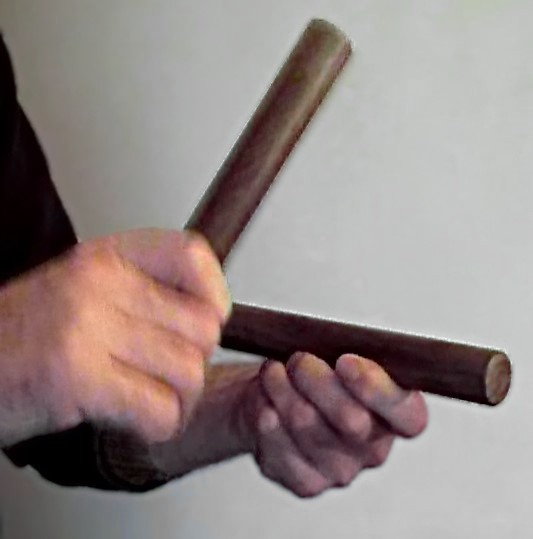
正確的擊木持法和演奏方法

擊木所發出的聲音短促、尖銳而清脆。敲擊時由於產生大量的泛音群，耳朵不能清楚辨認音高，所以屬於「無固定音高敲擊樂器」。長度和粗幼都會改變所發出的音聲，因此有些擊木會造成中間部份為空心，或將該的直徑增加或減少以發出不同的聲響。

## 演奏方法
作為一種簡單的敲擊樂器，不少人卻搞不清楚擊木的正確持法。由於擊木需要靠自身的震動來產生亮量的聲音，因此如果把擊木握得太緊，會令樂器的震動大幅地減弱，聲音因而變得暗沉（用敲擊樂的語言，這類打法稱為「悶奏」，而所發出的聲音稱為「悶音」或「死音」），完全失去了樂器的特性。
兩支擊木可分為負責敲打的「動棒」和發聲的「靜棒」。動棒的作用和音槌相同，持動棒時，位置約在棒的末段三分之一至四分一的長度，用手指和手掌將棒身緊持；靜棒則只用姆指和食指輕托著棒的中間位置作固定，手心及其他手指合上。演奏時，動棒敲在靜棒的中間位置，所製造出來的聲量便是最大和最亮量的。

## 應用
不少拉丁音樂、非洲音樂或流行曲都不難聽到擊木的聲音，例如樂隊組合披頭四樂隊的《And I Love Her》便是其中一個例子。
在古典和嚴肅音樂中，由浪漫時期後期起，間中在樂段中聽到擊木。踏入20世紀，應用機會也越多。其中法國作曲家埃德加·瓦雷茲於1931年完成的純敲擊樂作品《離子化》（Ionization）就有若干段擊木的節奏旋律。蘇聯作曲家謝德林把比才的《卡門組曲》改編成絃樂團及敲擊樂版本，其中的《哈巴奈拉舞曲》亦以擊木為伴奏。美國作曲家斯蒂夫·萊奇於1973年所創作的《木塊的音樂》（Music for Pieces of Wood），所用的只是五對被調較成不同音高的擊木，可以說是擊木獨奏中最出名的一首。